# La lengua asesina (canción)
«La lengua asesina» es una canción interpretada por el grupo español Fangoria, incluida en la banda sonora de la película homónima. Fue lanzada como sencillo en septiembre de 1996 bajo los sellos Edel y Cinerama. La película fue dirigida por Alberto Sciamma y protagonizada por Robert Englund. Sciamma había trabajado anteriormente con el grupo en los vídeos musicales de «En mi prisión», «Hagamos algo superficial y vulgar» y «Punto y final», por lo que pidió expresamente a Fangoria que se encargara de la banda sonora.

## Antecedentes y desarrollo
La lengua asesina es una película de 1996 dirigida por el videorealizador Alberto Sciamma, quien solicitó a Alaska y Nacho Canut que se encargaran de la composición de la banda sonora de la obra. Así surge la canción, grabada tanto en español como en inglés, debido a que la película fue filmada en este último idioma. En cuanto a la estructura de la canción, se caracteriza por la tradicional forma estrofa-estribillo, acompañada de una sonoridad bailable, mientras que su letra, en sus primeros versos, evoca a la melodía del emblemático tema de David Bowie, «Space Oddity».
La trama de la película gira en torno a Johnny y Candy, una pareja de ladrones que, tras un exitoso robo, se ve envuelta en una serie de circunstancias inesperadas. Johnny es apresado por la policía y encarcelado, lo que lleva a Candy a refugiarse en un convento, que además administra una estación de servicio. Con el paso del tiempo, los acontecimientos toman un giro sorprendente. Por un lado, Johnny logra escapar del campo de trabajo, eludiendo la vigilancia de su sádico carcelero. Mientras tanto, un meteorito cae cerca de la casa de Candy, ya fuera del convento, y un fragmento del mismo es ingerido por ella y sus perros. Este evento provoca una transformación en los animales, que se convierten en drag queens, mientras que la joven sufre una mutación que otorga vida propia a su lengua.

## Vídeo musical
El vídeo musical presenta a Alaska realizando el playback de la canción, mientras Canut, acompañado de Luis Prosper y Carla Morán (quienes colaboraron con Fangoria en esta etapa), interpretan la melodía en los teclados. Esta secuencia se alterna con fragmentos de la película. La imagen de Alaska se inspira en un estilo hindú, donde aparece vistiendo ropas amplias y con el tercer ojo simbólicamente ubicado en el chakra.

## Lista de canciones y formatos
| Maxisencillo en CD publicado en España |                                        |          |  |
| N.º                                    | Título                                 | Duración |  |
| 1.                                     | «La lengua asesina» (Radio Edit)       | 3:54     |  |
| 2.                                     | «La lengua asesina» (Extended Version) | 6:35     |  |
| 3.                                     | «La lengua asesina» (Asesina Version)  | 6:07     |  |
| 4.                                     | «Killer Tongue» (English Version)      | 5:02     |  |

| Maxisencillo en vinilo de 12" publicado en España |                                        |          |  |
| N.º                                               | Título                                 | Duración |  |
| 1.                                                | «La lengua asesina» (Radio Edit)       | 3:54     |  |
| 2.                                                | «La lengua asesina» (Extended Version) | 6:35     |  |
| 3.                                                | «La lengua asesina» (Asesina Version)  | 6:07     |  |
| 4.                                                | «Killer Tongue»                        | 5:02     |  |

## Créditos y personal
- Alaska: voz, producción
- Nacho Canut: composición, producción
- Pablo Sycet: composición
- Big Toxic: producción